# طوماش فلايشمان
طوماش فلايشمان (بالتشيكية: Tomáš Fleischmann)‏ هو لاعب هوكي جليد تشيكي، ولد في 16 مايو 1984 في Kopřivnice ‏ في التشيك.

## وصلات خارجية
- طوماش فلايشمان على موقع دوري الهوكي الوطني (الإنجليزية)
- طوماش فلايشمان على موقع قاعة مشاهير الهوكي (لاعب أن.إتش.أل) (الإنجليزية)
- طوماش فلايشمان على موقع EliteProspects.com (الإنجليزية)
- طوماش فلايشمان على موقع Eurohockey.com (الإنجليزية)
- طوماش فلايشمان على موقع HockeyDB.com (الإنجليزية)
- طوماش فلايشمان على موقع Hockey-Reference.com (الإنجليزية)
- طوماش فلايشمان على موقع أوليمبيديا (الإنجليزية)
- طوماش فلايشمان على موقع اللجنة الأولمبية التشيكية (التشيكية)